# Max Eckard
Max Eckard (25 de  octubre de 1914 - 6 de diciembre de 1998) fue un actor de nacionalidad alemana.

## Biografía
Su nombre completo era Max Eckard Hass, y nació en Kiel, Alemania, siendo su padre el dueño de un cine. Max Eckard trabajó inicialmente como actor teatral en Berlín, en Hamburgo, y hasta 1955 en Düsseldorf bajo la dirección de Gustaf Gründgens en el Deutsches Schauspielhaus. 
Aunque Eckard debutó en el cine en 1934 con la comedia Krach um Jolanthe, sus actuaciones para la gran pantalla fueron escasas. Entre las mismas figuran la que hizo en 1949 junto a Willy Millowitsch en Gesucht wird Majora, o en 1950 con Jenny Jugo en Träum' nicht, Annette (1950). Gründgens le dio el papel de Valentin en 1960 en su legendaria versión cinematográfica de Faust.
Actuó a menudo para la televisión, especialmente en emisiones de dramas teatrales. Así, actuó en adaptaciones de Wilhelm Tell (1966) y de El mercader de Venecia (1968). Alcanzó la popularidad en 1963 como protagonista de la serie Tim Frazer, basada en historias de Francis Durbridge. Esas producciones consiguieron un gran éxito de audiencia, motivo por el cual en 1964 se emitió Der Fall Salinger, también protagonizada por él. En 1964 recibió el Premio Bravo Otto en bronce. Desde finales de los años 1960 Eckard se fue retirando paulatinamente del cine y de la televisión. Hizo uno de sus últimos papeles en la serie criminal de la ZDF Derrick.
Además, Max Eckard trabajó de manera extensa como actor de voz, doblando a actores como Sean Connery (La tienda roja), Karl Malden (Un tranvía llamado Deseo), Yves Montand (Grand Prix), Gregory Peck (Captain Horatio Hornblower), Gérard Philipe (L’Idiot) y Raf Vallone (Arroz amargo). 
Desde el año 1947 trabajó con mucha frecuencia en la radio, principalmente para las emisoras Nordwestdeutscher Rundfunk y Bayerischer Rundfunk, casi siempre en primeros papeles. Interpretó a muchos personajes clásicos de Friedrich Schiller, Johann Wolfgang von Goethe o William Shakespeare, pero también participó en producciones criminales, como la producción en seis episodios emitida en 1951 Aus den Geheimakten von Scotland Yard. En los años 1953 y 1954 actuó en 12 episodios de Reporter Rex Rendal. En 1951 fue Robert Wilson en una adaptación de Ernest Hemingway, Das kurze glückliche Leben des Francis Macomber. Otro papel radiofónico destacado fue el del padre en la emisión de carácter infantil basada en textos de Otfried Preußler Der kleine Wassermann.
Max Eckard falleció en el año 1998. Había estado casado con la actriz austriaca Solveig Thomas, con la cual en ocasiones actuó en el Hamburger Schauspielhaus y en diferentes emisiones radiofónicas.

## Filmografía (selección)
- 1934 : Krach um Jolanthe
- 1939 : Zwei Welten
- 1940 : Das Fräulein von Barnhelm
- 1944 : Fahrt ins Glück
- 1945 : Der Puppenspieler
- 1947 : Wozzeck
- 1948 : Träum’ nicht, Annette!
- 1949 : Gesucht wird Majora
- 1952 : Der große Zapfenstreich
- 1960 : Das Land der Verheissung (telefilm)
- 1960 : Wer überlebt ist schuldig (telefilm)
- 1960 : Faust
- 1961 : Der Schlagbaum (telefilm)
- 1961 : Ruf zur Leidenschaft (telefilm)
- 1963 : Tim Frazer (serie TV)
- 1966 : Gideon (telefilm)
- 1966 : Wilhelm Tell (telefilm)
- 1966 : Hinter diesen Mauern (telefilm)
- 1967 : Die spanische Puppe (telefilm)
- 1967 : Der Mann aus dem Bootshaus (telefilm)
- 1968 : Der Kaufmann von Venedig (telefilm)
- 1970 : Abel, wo ist dein Bruder (telefilm)
- 1975 : Derrick (serie TV), episodio Ein Koffer aus Salzburg
- 1977 : Travesties (telefilm)
- 1981 : In der Sache J.Robert Oppenheimer (telefilm)

## Teatro
- 1947 : L. Scheinin/Gebrüder Tur: Oberst Kusmin, dirección de Robert Trösch (Theater am Schiffbauerdamm)

## Radio (selección)
- 1947 : Mein Herz ist im Hochland, dirección de Otto Kurth
- 1947 : Eine Familie, dirección de Otto Kurth
- 1949 : Das heilige Experiment, dirección de Wilhelm Semmelroth
- 1949 : Verwandelte Welt, dirección de Wilhelm Semmelroth
- 1949 : Barbara Blomberg, dirección de Wilhelm Semmelroth
- 1949 : Weh' dem, der lügt, dirección de Wilhelm Semmelroth
- 1950 : Romeo und Julia, dirección de Edward Rothe
- 1950 : Feindliche Heimat, dirección de Eduard Hermann
- 1950 : Denn, was man einer Frau verbietet, dirección de Wilhelm Semmelroth
- 1950 : Fische im Netz, dirección de Eduard Hermann
- 1950 : Alle meine Söhne, dirección de Wilhelm Semmelroth
- 1951 : Rebell der Wüste, dirección de Raoul Wolfgang Schnell
- 1951 : Revolte der Schlittenhunde, dirección de Raoul Wolfgang Schnell
- 1951 : Aus den Geheimakten von Scotland Yard (6 episodios), dirección de Eduard Hermann
- 1951 : Das kurze glückliche Leben des Francis Macomber, dirección de Ludwig Cremer
- 1951 : Stern der Offenbarung, dirección de Wilhelm Semmelroth
- 1952 : ...und wenn man dabei vor die Hunde geht, dirección de Eduard Hermann
- 1952 : Elektra, dirección de Ludwig Cremer
- 1952 : Des Meeres und der Liebe Wellen, dirección de Heinz-Günter Stamm
- 1952 : Der Weg in die Hölle, dirección de Eduard Hermann
- 1952 : They never come back, dirección de Hermann Pfeiffer
- 1952 : Der stärkste Mann der Welt, dirección de Raoul Wolfgang Schnell
- 1952 : Wir kennen uns nicht mehr, dirección de Wilhelm Semmelroth
- 1952 : Flandrischer Herbst, dirección de Ludwig Cremer
- 1952 : Unsere Straße, dirección de Ulrich Erfurth
- 1952 : Das kleine a-b-c, dirección de Wilhelm Semmelroth
- 1952 : Fips mit der Angel, dirección de Wilhelm Semmelroth
- 1952 : Albert und Angelika, dirección de Wilhelm Semmelroth
- 1952 : Advent, dirección de Wilhelm Semmelroth
- 1953 : Die Straße nach Cavarcere, dirección de Edward Rothe
- 1953 : Die Entscheidung fiel um 10.30 Uhr, dirección de Hermann Pfeiffer
- 1953 : Abschied in Taganrog, dirección de Heinz-Günter Stamm
- 1953 : Es gibt immer zwei Möglichkeiten, dirección de Ludwig Cremer
- 1953 : Der Menschenfeind, dirección de Wilhelm Semmelroth
- 1953 : Minna von Barnhelm, dirección de Lothar Müthel
- 1953 : Lilofee, dirección de Heinz-Günter Stamm
- 1953 : Don Karlos, dirección de Heinz-Günter Stamm
- 1953 : Der Apollo von Bellac, dirección de Heinz-Günter Stamm
- 1953–1954 : Reporter Rex Rendal (12 episodios) , dirección de Kurt Meister
- 1954 : Die Nibelungen, dirección de Wilhelm Semmelroth
- 1954 : Faust. Der Tragödie erster Teil, dirección de Peter Gorski y Gustaf Gründgens
- 1954 : Pole Poppenspäler, dirección de Heinz-Günter Stamm
- 1954 : Tageszeiten der Liebe, dirección de Wilhelm Semmelroth
- 1954 : Das tote Dorf, dirección de Heinz-Günter Stamm
- 1954 : Bube, Dame, König, dirección de Raoul Wolfgang Schnell
- 1955 : Friedrich Schillers Leben und Werk, dirección de Wilhelm Semmelroth
- 1955 : Kabale und Liebe, dirección de Heinz-Günter Stamm
- 1955 : Neues aus Schilda; 6. Hörerpost-Sendung, dirección de Wilhelm Semmelroth
- 1955 : Der Mondstein, dirección de Wolfgang Schwade
- 1955 : Das Mädchen vom Moorhof, dirección de Heinz-Günter Stamm
- 1955 : Advent 200 km östlich Kiew, dirección de Gerlach Fiedler
- 1956 : Aufbruch ins Abenteuer, dirección de Otto Kurth
- 1956 : Atalanta oder Die Jagd von Kaldyon (3 partes) , dirección de Otto Kurth
- 1956 : Minna von Barnhelm, dirección de Heinz-Günter Stamm
- 1956 : Der Fuchs, dirección de Heinz-Günter Stamm
- 1956 : Polikuschka, der Dieb, dirección de Wolfgang Schwade
- 1956 : Der neue Mantel, dirección de Gert Westphal
- 1957 : Egmont, dirección de Heinz-Günter Stamm
- 1957 : Das Haus hinter den Weiden, dirección de Gustav Burmester
- 1957 : Die Muschel öffnet sich langsam, dirección de Kurt Hübner
- 1957 : Streik der Gangster, dirección de Günter Siebert
- 1957 : Die Furcht hat große Augen, dirección de Gustav Burmester
- 1957 : Die Iden des März, dirección de Gert Westphal
- 1957 : Die Golfstrom-Story, dirección de Kurt Reiss
- 1958 : Wilhelm Tell, dirección de Heinz-Günter Stamm
- 1958 : Der Seelenberater, dirección de Carl Nagel
- 1958 : Die Jagd nach dem Täter, episodio Mr. Wood verschwindet!, dirección de S. O. Wagner
- 1959 : Fährten in der Prärie, dirección de Gustav Burmester
- 1959 : Othello, dirección de Oswald Döpke
- 1959 : Tennis, dirección de Gert Westphal
- 1959 : Das Spiel von der Auferstehung des Herrn, dirección de Eduard Hermann
- 1959 : Kammertheater, dirección de Oswald Döpke
- 1959 : Die Räuber, dirección de Heinz-Günter Stamm
- 1959 : Die Weber, dirección de Heinz-Günter Stamm
- 1960 : Wie kann man nur so leben?, dirección de Mathias Neumann
- 1960 : Kap Farewell, dirección de Raoul Wolfgang Schnell
- 1960 : Die verrückte Liebe, dirección de Wolfgang Spier
- 1960 : Das Käthchen von Heilbronn oder Die Feuerprobe, dirección de Heinz-Günter Stamm
- 1960 : Der Mantel der Liebe, dirección de Gustav Burmester
- 1960 : Simson Silverman, dirección de Ulrich Lauterbach
- 1961 : Die beiden Tabakspfeifen, dirección de Gustav Burmester
- 1961 : Betsie, dirección de Hans Lietzau
- 1961 : Die kluge Wienerin, dirección de Heinz Günter Stamm
- 1963 : Trugschluß, dirección de Miklos Konkoly
- 1963 : Der Entartete, dirección de Hans Lietzau
- 1964 : Mister Janus, dirección de Fritz Schröder-Jahn
- 1964 : Der Traum des Sultans, dirección de Gustav Burmester
- 1964 : Ein Wintermärchen, dirección de Fritz Schröder-Jahn
- 1965 : Zwischenfall in Vichy, dirección de Willi Schmidt
- 1969 : Bräutigam des Glücks, dirección de Hanns Korngiebel
- 1970 : Zwischenbilanz, dirección de Edmund Steinberger
- 1970 : Viktoria, dirección de Heinz-Günter Stamm
- 1972 : Fernamt, bitte!, dirección de Heinz-Günter Stamm
- 1973 : Der Gasmann, dirección de Heinz-Günter Stamm
- 1974 : Lesefrüchte, dirección de Heinz-Günter Stamm
- 1974 : Kommissar Felix Kulpa schafft Ordnung, dirección de Walter Adler